# Khounzakh
Khounzakh (Хунзах) est un village du Daghestan en fédération de Russie qui est le chef-lieu administratif du raïon du même nom. Sa population, d'ethnie avare, s'élevait à 3 694 habitants en 2002.

## Géographie
Khounzakh se trouve à 1 600 m d'altitude. 

## Histoire
Khounzakh était autrefois la capitale du petit khanat des Avars caucasiens. Le village a été pris par l'Empire russe en 1837, puis par l'imam Chamil en 1843. Il a été repris par les Russes en 1859, après la défaite de Chamil. De 1864 à 1928, Khounzakh était le chef-lieu de l'okroug des Avars daghestanais.

## Personnalités

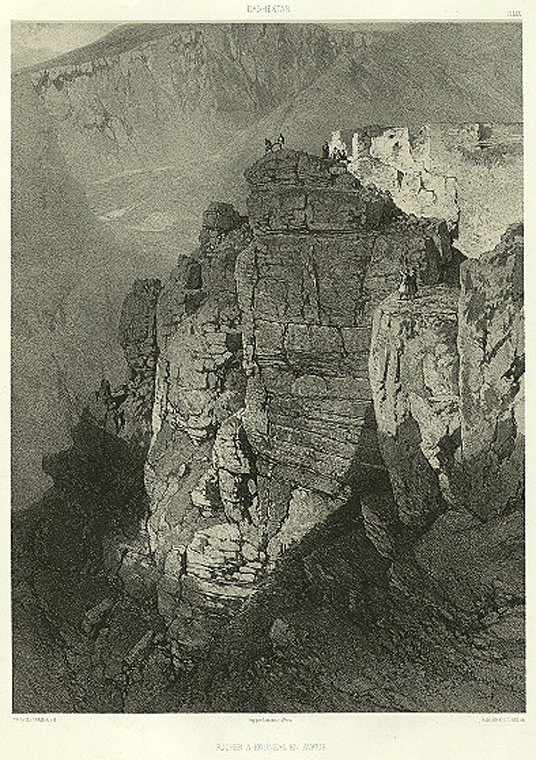
Rocher à Khounzakh en Avarie (1847)

- Hadji Mourad (1816-1852)